# Сток, Деннис
Деннис Сток (англ. Dennis Stock; 24 июля 1928 — 11 января 2010) — американский журналист и профессиональный фотограф.

## Биография
Родился в 1928 году в Нью-Йорке в семье швейцарца и англичанки.
Провёл четыре года в рядах Армии США. После увольнения обучался профессии у американского фотографа албанского происхождения Гьена Мили. В 1951 году выиграл фотоконкурс журнала Life. Был приглашён на работу в агентство Magnum Photos, с 1954 года как полноправный сотрудник в штате.
В 1955 году познакомился с актёром Джеймсом Дином за несколько месяцев до его гибели. Он провел серию фотосессий Дина в Голливуде, родном городе актёра в Индиане и в Нью-Йорке. Один из его портретов (Дин на нью-йоркской Таймс-Сквер) стал культовым изображением молодой звезды, многократно растиражированной в журналах, на выставках и открытках.
C 1957 года до начала 60-х Сток сотрудничает со многими известными джазовыми музыкантами. С этой серией фотографий он опубликовал книгу «Джаз-стрит» [3]. В 1962 году он получил первый приз на Международном фотоконкурсе в Польше. В 1968 году Сток покинул Magnum, чтобы начать свою собственную кинокомпанию, Visual Objectives Inc., и сделал несколько документальных фильмов, но через год он вернулся в агентство в качестве вице-президента.
В середине 70-х Сток отправился в путешествие по Дальнему Востоку и Японии, а также выпустил серию фотоальбомов об Аляске и Гавайях.
В 1970-х и 1980-х годах он концентрировался на цветной фотографии природы и пейзажа и вернулся к своим урбанистическим корням в 1990-х годах, сосредоточившись на архитектуре и модернизме.
В 2006 году Сток женился на писательнице Сьюзан Ричардс. Они жили в Вудстоке, Нью-Йорк, со своими четырьмя собаками.
Деннис Сток умер от рака толстой кишки и печени в Сарасоте, штат Флорида.

## Награды
- 1951, 1-я премия конкурса молодых фотографов, США
- 1962, 1-я премия Международного конкурса фотографии, Польша.
- 1991, Advertising Photographers of America, США

## Память
В 2011 году был выпущен документальный фильм Beyond Iconic: Photographer Dennis Stock, состоящий из воспоминаний Стока и завершённый незадолго до его смерти.
В 2015 году на мировые экраны вышел фильм Антона Корбейна «Лайф», где роль Стока исполнил Роберт Паттинсон..